# Heavenly Mountain Resort

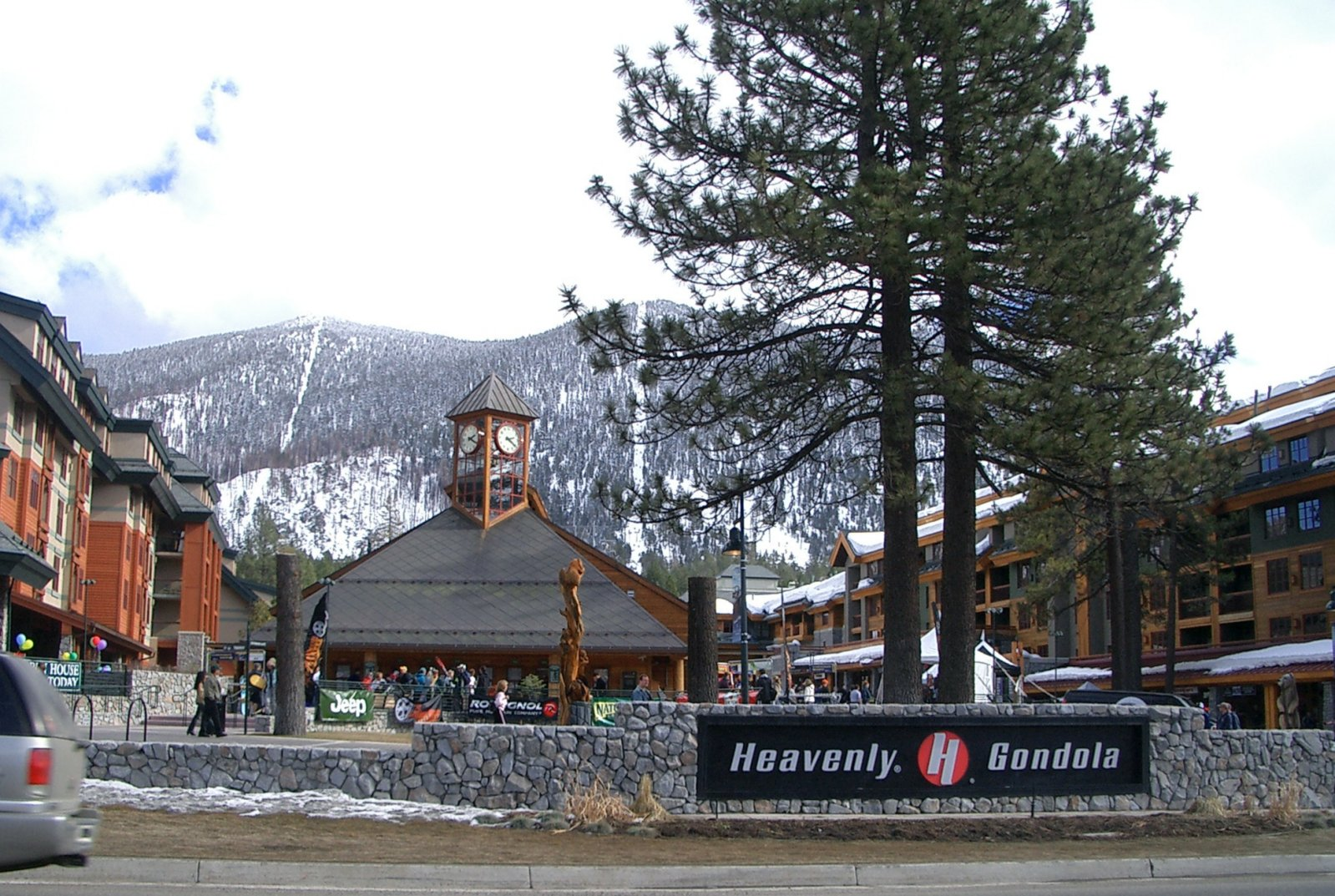
Talstation der Gondelbahn in Heavenly Village

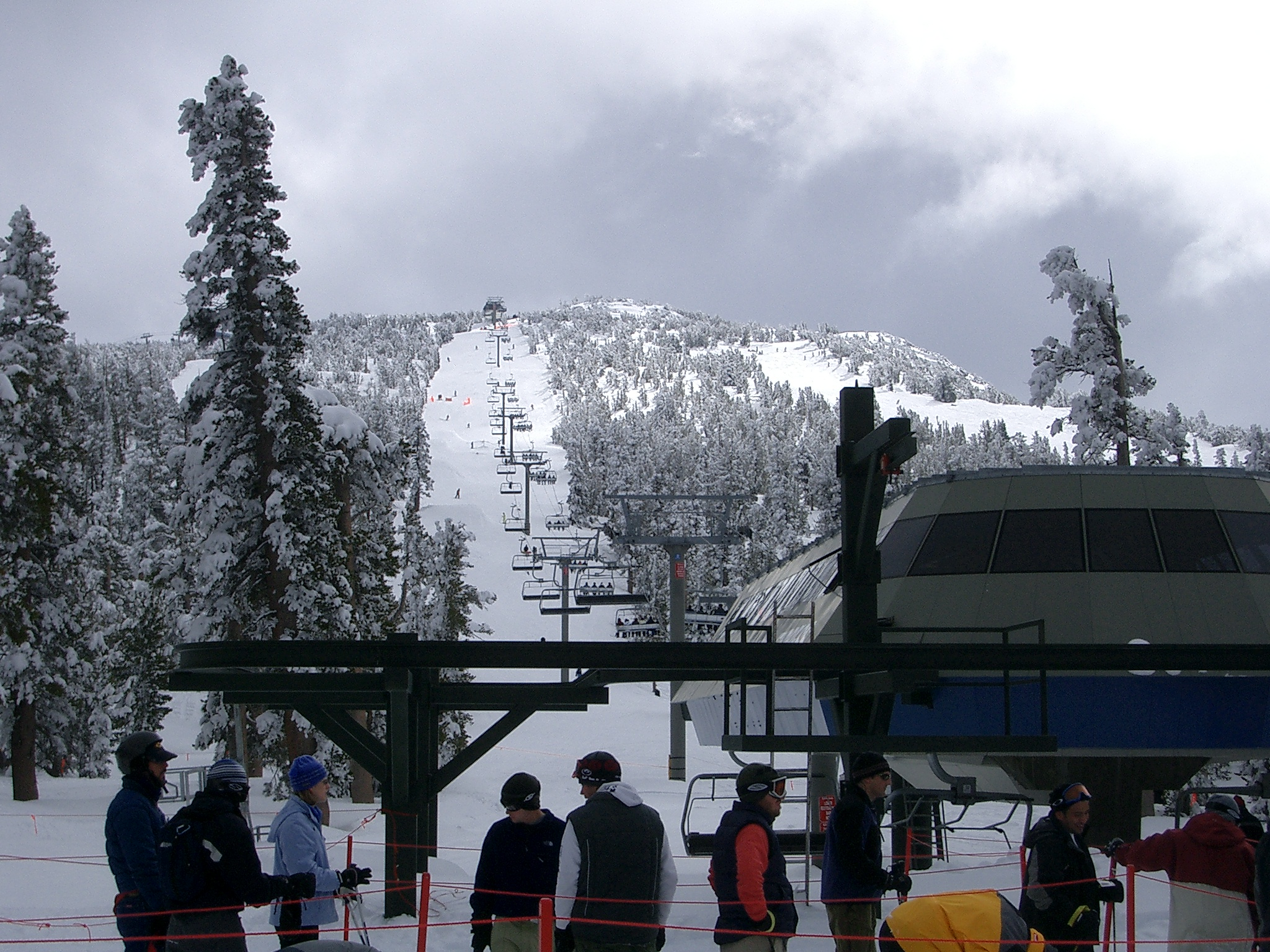
„Tamarack Express“ (Sessellift für sechs Personen)

Das Heavenly Mountain Resort, auch als Heavenly Valley bekannt, ist ein Skigebiet in den USA an der Grenze der Bundesstaaten Kalifornien und Nevada. Es liegt in der Carson Range, einem östlichen Teil der Sierra Nevada, am Südufer des Lake Tahoe östlich der Stadt South Lake Tahoe.
Das Skigebiet umfasst eine Gesamtfläche von 19,4 km². Es gibt 29 Liftanlagen (1 Gondelbahn, 1 Luftseilbahn, 17 Sessellifte mit einer Kapazität von zwei bis sechs Personen, 6 Schlepplifte und 4 Förderbänder). Die Gesamtkapazität beträgt 52.000 Personen pro Stunde. Die Anlagen beginnen in 1907 Metern Meereshöhe (Talstation der Gondelbahn in Heavenly Village) und reichen bis auf 3060 Meter. Den Wintersportlern stehen 94 markierte Pisten in allen Schwierigkeitsgraden mit einer Höhendifferenz von bis zu 1060 Metern zur Verfügung, wovon 73 Prozent künstlich beschneibar sind. Bei der Bergstation der Gondelbahn befindet sich ein Abenteuerpark, der auch im Sommer geöffnet ist. Die Skisaison dauert von Mitte November bis Ende April. In den Sommermonaten wird das Gebiet zum Wandern genutzt.
Heavenly Valley war bis 1986 mehrmals Schauplatz von Skiweltcuprennen. Im Jahr 1997 fand dort die ISF-Snowboard-Weltmeisterschaft statt.